# 每天回家老婆都在裝死
《每天回家老婆都在裝死》源自日本Yahoo!知識+上由kkajunsky所提出的一则問題，总计已得到超过400萬次點閱和1700筆解答。所述事件此后被相繼改編成歌曲、漫畫、電影等。
2010年7月17日，作者在網上提问妻子為何要在家中裝死，并描述了各種死法。雖然剛開始開門時發現妻子躺在玄關而被嚇到，但因為每天都会发生，感到習慣後就喊著“快給我起來！”這樣成為日常情景，而沒再受驚。
2010年7月23日網路作曲家波波日P使用初音未來将此事改編成歌曲，在niconico獲200萬次點閱。
發問作者2010年9月8日起開始在Yahoo!部落格記錄他們夫妻的日常。2011年，改編漫畫版由ichida負責作畫，原作者標記改名為「K.Kajunsky」。漫畫累計銷售15萬冊。
2017年5月宣布電影化並公布主要演員。

## 出版書籍
以漫畫為主，有少量文字描寫。
| 卷數 | PHP研究所     | PHP研究所              | 推守文化      | 推守文化               |
| 卷數 | 發售日期      | ISBN                   | 發售日期      | ISBN                   |
| ---- | ------------- | ---------------------- | ------------- | ---------------------- |
| 1    | 2011年6月28日 | ISBN 978-4-56-979775-5 | 2012年8月16日 | ISBN 978-986-657-089-6 |
| 2    | 2012年6月16日 | ISBN 978-4-56-980507-8 | 2013年10月9日 | ISBN 978-986-588-322-5 |
| 3    | 2013年8月10日 | ISBN 978-4-56-981311-0 |               |                        |

- 電影紀念版書籍：2018年4月29日發售、ISBN 978-4-56-984063-5

## 電影
电影于2018年6月8日上映，同年11月2日發行光碟。

### 劇情
淳與知惠結婚進入第三年，丈夫希望能與妻子好好用心維持這段婚姻。某天回家，看見妻子倒臥血泊，淳嚇一跳，原來是妻子在裝死。在那之後，妻子每天都用不同的手法裝死，一次比一次誇張。由於妻子不願說出裝死的理由，煩惱的淳只得向已婚同事佐野求助。最後妻子沒有說出裝死的理由，但從妻子的語意也可以想見，是為平時單調孤單的生活，想要多吸引丈夫的關心。

### 登場人物
- 加賀美淳：安田顯（香港配音：蘇強文；台灣配音：吳文民）
- 加賀美千惠：榮倉奈奈（香港配音：何璐怡；台灣配音：曾允凡）
- 佐野壯馬：大谷亮平（香港配音：雷霆；台灣配音：黃天佑）
- 佐野由美子：野野澄花（香港配音：林元春；台灣配音：馮嘉德）
- 蒲原：淺野和之（日语：浅野和之）（香港配音：陳永信；台灣配音：宋克軍）
- 橫山：品川徹（日语：品川徹）（香港配音：盧國權；台灣配音：宋克軍）
- 進一：螢雪次朗（日语：螢雪次朗）（香港配音：黃子敬；台灣配音：宋克軍）
- 茂木：半海一晃（日语：半海一晃）（香港配音：林國雄；台灣配音：黃天佑）
- 茂木妻：峯村リエ（日语：峯村リエ）（香港配音：沈小蘭）
- 醫生：久ヶ沢徹（日语：久ヶ沢徹）（香港配音：翟耀輝；台灣配音：黃天佑）
- 住宅管理人：星野園美（日语：星野園美）（香港配音：黃鳳英）
- 雪糕三文治店：新島勝夫（日语：新島勝夫）（香港配音：葉振聲；台灣配音：黃天佑）

### 製作
- 音樂：安達練
- 主題曲：chatmonchy「I Laugh You」（Ki/oon Music（日语：キューンミュージック））
- 導演：李闘士男（日语：李闘士男）
- 劇本：坪田文（日语：坪田文）

## 外部連結
- 波波日P创造的改编视频（日語） （页面存档备份，存于）
- 每天回家老婆都在裝死 電影官方網站 （页面存档备份，存于）（日語）
- 豆瓣电影上《每天回家都会看到老婆在装死》的資料 （简体中文）
- 互联网电影数据库（IMDb）上《每天回家老婆都在裝死》的资料（英文）